# Транспортна логістика
Транспортна логістика — система по організації доставки, а саме переміщення будь-яких матеріальних предметів або речовин з однієї точки в іншу за оптимальним маршрутом. Одна із основоположних напрямків науки про управління інформаційними і матеріальними потоками у процесі руху товарів.
Оптимальним вважається той маршрут, по якому можливо доставити логістичний об'єкт в найкоротші терміни (або передбачені терміни) з мінімальними витратами, а також з мінімальною шкодою для об'єкта доставки.
Шкодою для об'єкта доставки вважається негативний вплив на логістичний об'єкт як з боку зовнішніх чинників (умови перевезення), так і з боку часового фактора при доставці об'єктів, які підпадають під дану категорію.

## Види маршрутів
Маршрут, при якому шлях прямування транспортного засобу в прямому і зворотному напрямку проходить по одній і тій же трасі, називається маятниковим маршрутом. Маршрут, при якому шлях прямування транспортного засобу становить замкнутий контур, називається кільцевим маршрутом. Шлях, пройдений транспортним засобом від початкового до кінцевого пункту, називається довжиною маршруту

## Функції
Основні:
Транспортування - полягає в переміщенні продукції транспортним засобом за певною технологією в ланцюзі постачань і складається з логістичних операцій і функцій.

## Задачі
1. Вибір типу транспортного засобу.
2. Вибір виду транспортного засобу.
3. Спільне планування транспортних процесів із складськими та виробничими операціями.
4. Спільне планування транспортних процесів на різних видах транспорту.
5. Забезпечення технологічної єдності транспортно-складського процесу.
6. Визначення раціональних маршрутів постачання.

Всі ці завдання вирішуються взаємопов'язано та в комплексі.